# Clinopodium ashei
Clinopodium ashei — вид квіткових рослин з родини глухокропивових (Lamiaceae).

## Біоморфологічна характеристика
Цей ароматний кущик виростає приблизно до півметра у висоту. На стеблах розтріскується кора, що відшаровується, а на нових гілках є пушкове покриття. Листки волосисті й залозисті, від лінійної до вузькоовальної форми і довжиною до сантиметра.
Квітка має волохатий віночок з губами довжиною близько сантиметра, не враховуючи його трубчастого горла. Колір від білуватого до блідо-лавандового. Цвітіння відбувається з січня по квітень.
Рослина є основним джерелом пилку для рідкісної Osmia calaminthae, блакитної бджоли.

## Поширення
Ендемік південного сходу США: Флорида, Джорджія.
Зростає у Флоридській чагарниковій рослинності. Росте на піщаних дюнах уздовж річки Охупі. Його також можна знайти в порушеному середовищі існування, наприклад на узбіччях доріг. Ця рослина, ймовірно, алелопатична, виробляє хімічні речовини, які перешкоджають росту інших рослин поблизу. Загалом росте нечасто, але може бути поширеною локально.

## Галерея

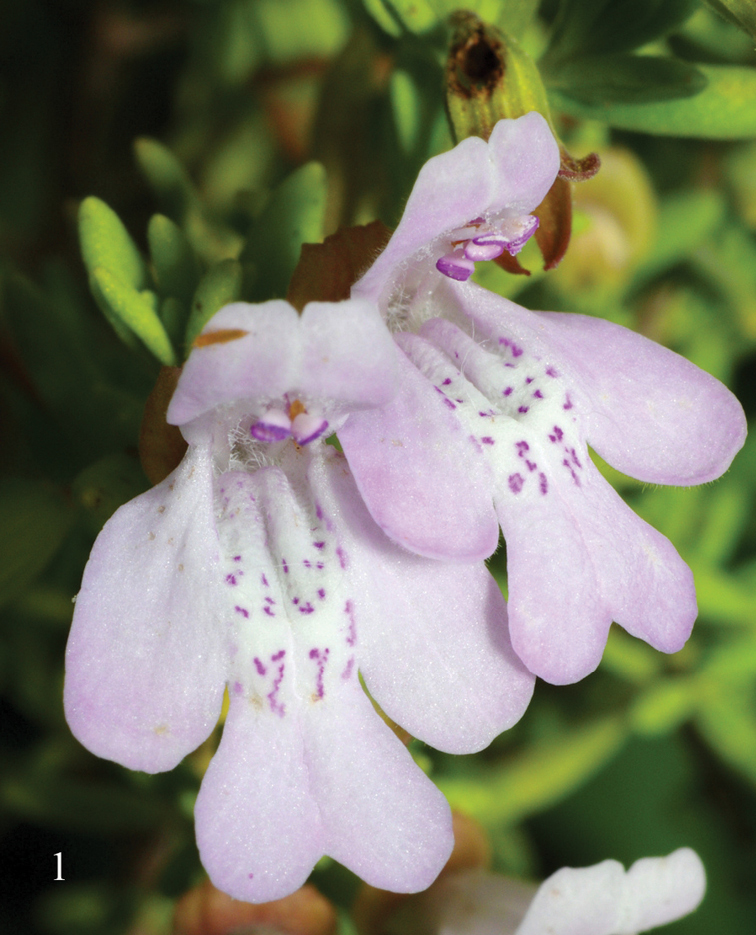
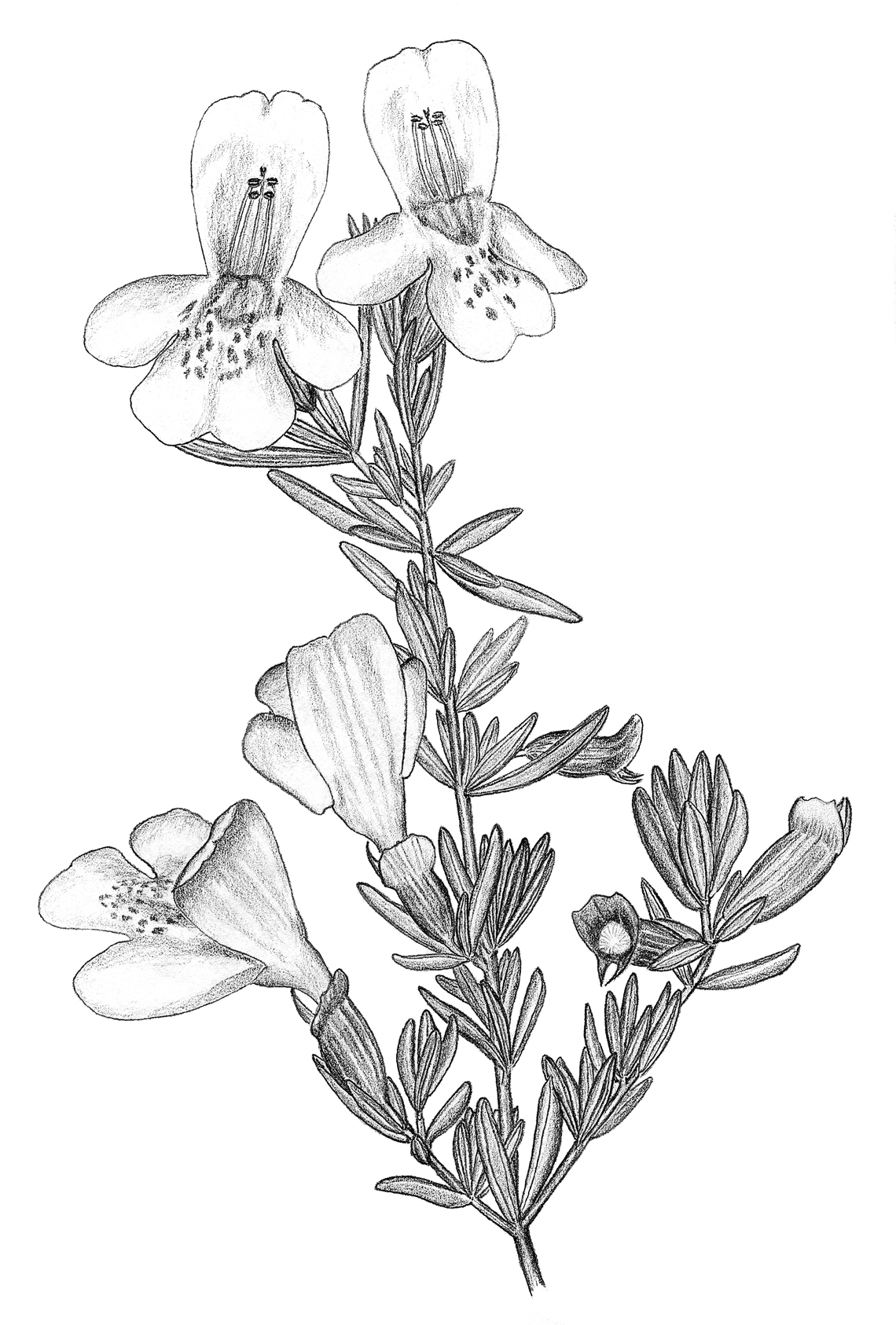